# ذات مرة في قبرص
ذات مرة في قبرص (بالتركية: Bir Zamanlar Kıbrıs)‏ هو مسلسل درامي تاريخي تركي تبثه قناة تي أر تي 1. تدور أحداثه في قبرص في الستينيات، ويستند إلى قصة مقاومة القبارصة الأتراك ضد منظمة القبارصة اليونانيين المتطرفة إيوكا-بي التي أبلغ عن أنشطتها في الجمعية العامة للأمم المتحدة في 12 نوفمبر 1956. وتكشف السلسلة جميع حوادث حقوق الإنسان التي تسبب فيها المنظمة والتي تكشفت من عيد الميلاد الدامي حتى الغزو التركي لقبرص عام 1974.

## القصة
تدور أحداث المسلسل خلال فترة عيد الميلاد الدموي ويصور الهجمات التي نفذتها المنظمة على القبارصة الأتراك. ويركز على أنشطة الجماعة القومية القبرصية اليونانية. المسلسل مبني على أعمال العنف على مستوى الجزيرة والتي أدت إلى الحرب الأهلية بين القبارصة الأتراك واليونانيين والتي انتهت في عام 1974.

## الشخصيات
| الممثل             | الدور          | الحلقة |
| ------------------ | -------------- | ------ |
| أحمد كورال         | كمال درلي      | 1-     |
| سركان شاي أوغلو    | برَلي/الأنقري   | 1-     |
| بلين كاراهان       | إنجي درلي      | 1-     |
| جولبار أوزديمير    | دكتورة عائشة   | 1-     |
| تايانش أيايدن      | نيكوس سامبسون  | 1-     |
| ديفريم سلت أوغلو   | رؤوف دنكطاش    | 1-     |
| حسن كوتشوكتشيتين   | دفريش          | 1-     |
| ميراي اكاي         | بيمبه درلي     | 1-     |
| دنيز بايتاش        | صدقية درلي     | 1-     |
| أحمد مارك سومرس    | صلاحي درلي     | 1-     |
| عمر توران          | بكر            | 1-     |
| نبيل صاين          | يوريوس جريفاس  | 1-     |
| ايمره تورون        | مكاريوس الثالث | 1-     |
| هاكان جونار        | د. فاضل كوشوك  | 1-     |
| يونس دسته باشا     | أحمد شاووش     | 1-     |
| باده أرازلي        | ميته درلي      | 1-     |
| سميرة كوش          | ساني           | 1-     |
| روزجار ارماك أوغلو | موجه درلي      | 1-     |
| أوموت أوجي         | السواق حميد    | 1-     |
| دمير كاراهان       | إفسانه         | 5-     |
| كمال أوشار         | جنكيز توبال    | 8-     |

### انتهى دورهم
| الممثل       | الدور        | الحلقة |
| ------------ | ------------ | ------ |
| سانلي بايكنت | شيف تكين باي | 1-7    |

## موعد العرض
| الموسم | الحلقات | الحلقات | الأصلي         | الأصلي        | الأصلي |
| الموسم | الحلقات | الحلقات | الأول          | الأخير        | الشبكة |
| ------ | ------- | ------- | -------------- | ------------- | ------ |
| 1      | 9       | 9       | 1 أبريل 2021   | 3 يونيو 2021  | TRT 1  |
| 2      | 15      | 15      | 15 أكتوبر 2021 | 4 فبراير 2022 | TRT 1  |